# Carya cordiformis
Carya cordiformis is een boom uit de Okkernootfamilie (Juglandaceae).